# Aleksander Wolszczan
Aleksander Wolszczan [vɔlʃt͡ʃan] est un astronome polonais né le 29 avril 1946 à Szczecinek dans la voïvodie de Poméranie occidentale. Il a travaillé au radiotélescope d'Arecibo et est actuellement professeur d'astronomie et d'astrophysique à l'université d'État de Pennsylvanie. Son domaine de recherche concerne les pulsars.

## Carrière
Aleksander Wolszczan commence sa carrière en tant que stagiaire technique au département de radioastronomie de l'Institut d'astronomie de l'université Nicolas-Copernic de Toruń puis y fait ses études supérieures et obtient un doctorat en physique en 1975. Il devient assistant puis professeur adjoint dans cette même université jusqu'en 1979 et au Centre astronomique de l'Académie polonaise des sciences jusqu'en 1982. Aleksander Wolszczan est également chercheur à l'Institut Max-Planck de radioastronomie entre 1973 et 1974 puis entre 1982 et 1983 en tant que scientifique invité. Il travaille ensuite à l'université Cornell au radiotélescope d’Arecibo jusqu'en 1993. Après un bref passage à l'université de Princeton en tant que professeur à temps partiel, il enseigne l'astronomie et l'astrophysique à l'université d'État de Pennsylvanie,. 
Aleksander Wolszczan est membre de l'Académie polonaise des sciences, de l'Union américaine d'astronomie, de l'Association américaine pour l'avancement des sciences, de l'Union radio-scientifique internationale et de l'Union astronomique internationale.

## Découvertes
Aleksander Wolszczan est célèbre pour avoir découvert en 1990 deux pulsars importants : PSR B1257+12, un pulsar milliseconde et PSR B1534+12, un pulsar binaire grâce au radiotélescope d'Arecibo, lors de la même campagne d'observation.
Il devient par la suite, avec Dale Frail, le premier astronome à découvrir des exoplanètes en décelant deux planètes de pulsar qui orbitent autour de PSR B1257+12, nommées plus tard Poltergeist et Phobetor,. Il en découvre une troisième en 1994 : Draugr,,.
Les études de ces systèmes permettent de vérifier les prédictions de la relativité générale et de l'équation de Schrödinger,.

## Controverse
De 1973 à 1988 Aleksander Wolszczan collabore volontairement avec le Służba Bezpieczeństwa (SB), le service de renseignement de la République populaire de Pologne (époque communiste). Sous le nom de code « Lange », il envoie plusieurs douzaines de rapports au SB durant cette période. Selon la chaîne d'information TVN24, l'analyse de ces rapports « permet de conclure qu'ils étaient plutôt sans valeur ». Dans une déclaration aux médias, Aleksander Wolszczan écrit que, voyageant à l'étranger, le SB l'aurait de toute façon approché afin d'obtenir des renseignements et « lorsqu'on m'interrogeait sur les gens, j'essayais de suivre une règle simple : parler peu, bien, en général, ou ne rien dire »,,.

## Distinctions
Aleksander Wolszczan est le récipiendaire de plusieurs prix et distinctions,, dont :
- la médaille Bohdan Paczyński, décernée pour des réalisations exceptionnelles en astronomie et en astrophysique (2017) ;
- le Grand prix du magazine National Geographic Traveler (2012) ;
- la Pologne émet un timbre à son effigie dans une série spéciale célébrant les grandes réalisations du pays durant le XXe siècle (2002) ;
- le « Research Prize for Senior U.S. Scientists » décerné par la Fondation Alexander-von-Humboldt (2001) ;
- le Prix Beatrice M. Tinsley (1996) ;
- le Grand prix « Best of What's New » du magazine Popular Science (1994).